# Faule
Faule is een gemeente in de Italiaanse provincie Cuneo (regio Piëmont) en telt 425 inwoners (31-12-2004). De oppervlakte bedraagt 6,9 km², de bevolkingsdichtheid is 62 inwoners per km².

## Demografie
Faule telt ongeveer 188 huishoudens. Het aantal inwoners steeg in de periode 1991-2001 met 3,6% volgens cijfers uit de tienjaarlijkse volkstellingen van ISTAT.
| Jaar | Inwoneraantal |
| ---- | ------------- |
| 1991 | 389           |
| 2001 | 403           |

## Geografie
De gemeente ligt op ongeveer 246 m boven zeeniveau.
Faule grenst aan de volgende gemeenten: Casalgrasso, Moretta, Pancalieri (TO), Polonghera, Villafranca Piemonte (TO).